# Thin small outline package

Een tekening van een Type I 32 pins TSOP-behuizing.

Thin small outline package (TSOP) is een type surface mount IC-behuizing. 

## Toepassing
TSOP IC-behuizingen worden vaak gebruikt voor RAM- of Flash-geheugen-IC's vanwege hun hoge aantal pinnen en kleine afmeting bijvoorbeeld voor SRAM, flash-geheugen, FSRAM en EEPROM.
TSOP IC-behuizingen worden toegepast in telecomapparatuur, mobiele telefoons, geheugenmodules, pc-kaarten (PCMCIA-kaarten), draadloos, netbooks en talloze andere producttoepassingen.
TSOP is de kleinste formfactor voor flash-geheugen. 

## Geschiedenis
De TSOP-behuizing is ontwikkeld om te passen in een dunne PCMCIA-kaart.

## Fysieke eigenschappen

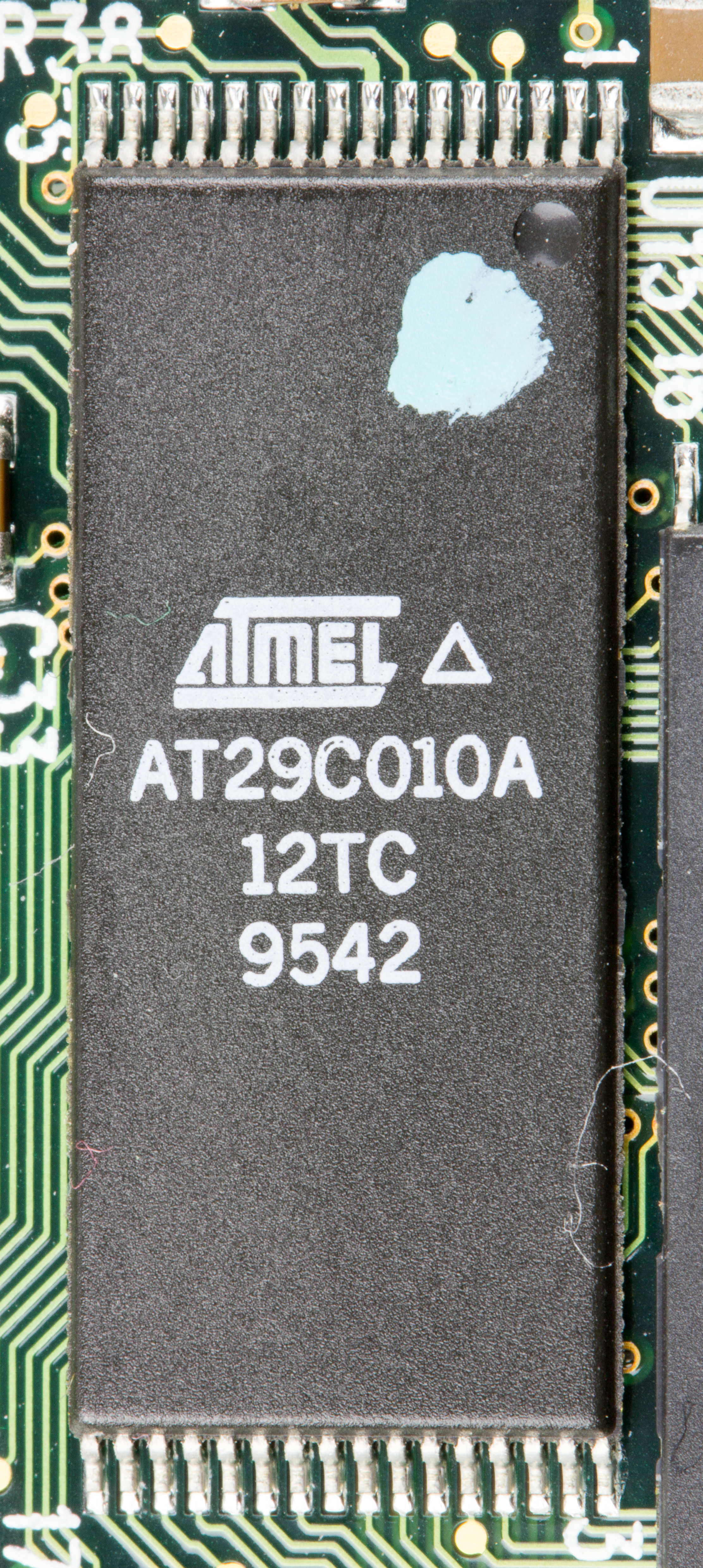
TSOP type I: Atmel AT29C010A

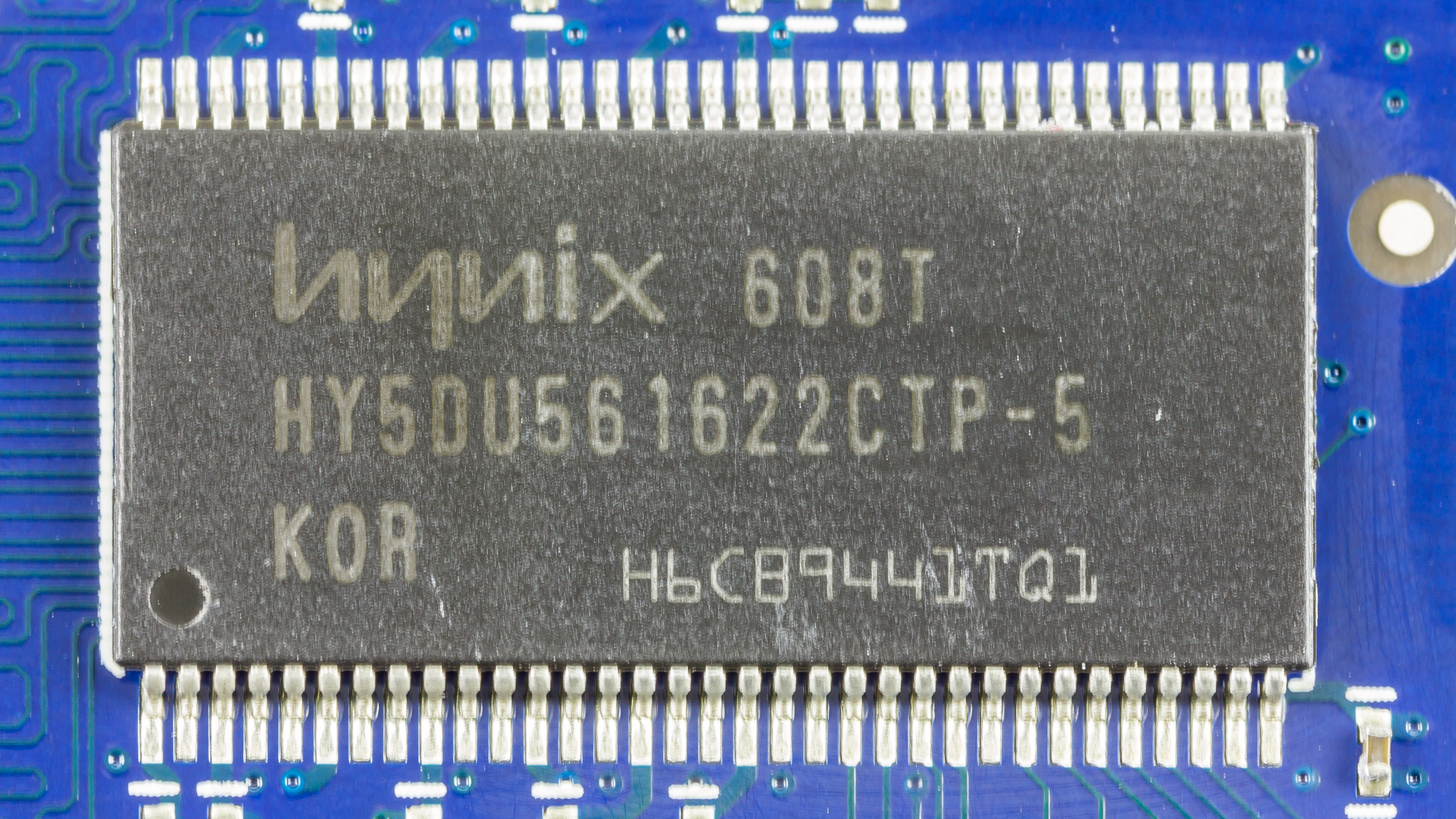
TSOP type II: Hynix 256MB SDRAM

TSOP ic behuizingen hebben een zeer laag profiel (ongeveer 1 mm). Ze hebben een kleine afstand tussen de pinnen (hart tot hart) ook wel pitch genoemd - zo klein als 0,5 mm. TSOP's zijn rechthoekig van vorm en zijn er in twee varianten: Type I en Type II. Type I IC's hebben de pinnen aan de korte kant en Type II hebben de pinnen aan de lange kant. De onderstaande tabel toont afmetingen voor de meest gangbare TSOP-buizingen. 

### Type I
| Type behuizing | Aantal pinnen | Breedte (mm) | Lengte (mm) | Pitch (mm) |
| -------------- | ------------- | ------------ | ----------- | ---------- |
| TSOP28         | 28            | 8.1          | 11.8        | 0,55       |
| TSOP28 / 32    | 28/32         | 8            | 18.4        | 0,5        |
| TSOP40         | 40            | 10           | 18.4        | 0,5        |
| TSOP48         | 48            | 12           | 18.4        | 0,5        |
| TSOP56         | 56            | 14           | 18.4        | 0,5        |

### Type II
| Type behuizing | Aantal pinnen | Breedte (mm) | Lengte (mm) | Pitch (mm) |
| -------------- | ------------- | ------------ | ----------- | ---------- |
| TSOP20 / 24/26 | 20/24/26      | 7.6          | 17.14       | 1,27       |
| TSOP24 / 28    | 24/28         | 10.16        | 18.41       | 1,27       |
| TSOP32         | 32            | 10.16        | 20,95       | 1,27       |
| TSOP40 / 44    | 40/44         | 10.16        | 18.42       | 0,8        |
| TSOP50         | 50            | 10.16        | 20,95       | 0,8        |
| TSOP54         | 54            | 10.16        | 22,22       | 0,8        |
| TSOP66         | 66            | 10.16        | 22,22       | 0,65       |

## Vergelijkbare IC-behuizingen
- Small outline integrated circuit (SOIC)
- Plastic small-outline package (PSOP)
- Shrink small-outline package (SSOP)
- Thin shrink small outline package (TSSOP)